# Vought XF5U
Vought XF5U-1 Flying Pancake (англ. flying pancake — «Летающий блин») — экспериментальный палубный истребитель, исследовавшийся флотом США во время Второй мировой войны.

## История
Прообразом самолета был V-173 Skimmer — экспериментальный самолет построенный Чарльзом Циммерманом, немецким авиаконструктором- аэродинамиком, эмигрировавшим в США. Он должен был использовать проводившуюся Циммерманом идею дисковидного ЛА с тянущими винтами большого размаха и низкой скоростью вращения. По расчётам обдув круглого крыла винтами увеличивал аэродинамическое качество и позволял осуществлять взлет и посадку при очень небольших скоростях, а также зависать в воздухе.
Американский флот заинтересовался проектом во второй половине Второй мировой войны — наилучшим средством против немецких подлодок была авиация, но даже американский флот не мог придавать эскортные авианосцы всем конвоям. Выходом могли стать самолеты вертикального взлета и посадки, базировавшиеся на обычных торговых судах.

## Конструкция

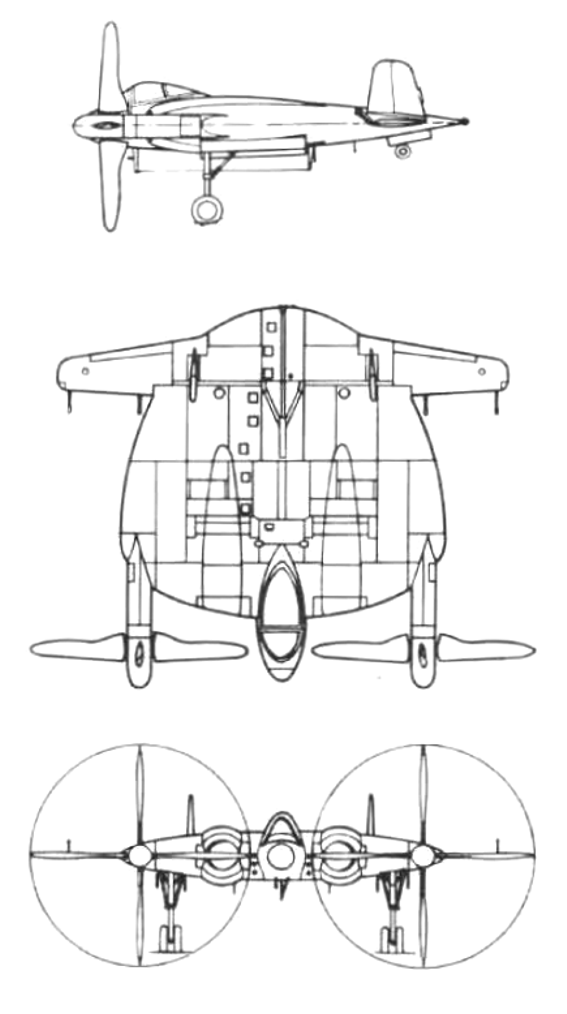
XF5U

XF5U имел два мощных радиальных звездообразных двигателя Pratt & Whitney R-2000 Twin Wasp мощностью 1350 л. с. каждый , и цельнометаллическую конструкцию. В качестве материала обшивки использовался металлит — запатентованный фирмой «сэндвич» из бальсовой панели покрытой алюминиевыми листами и скрепленных клеем в автоклаве. Это позволило увеличить жесткость и кардинально упростить силовой набор крыла.
Также истребитель имел два четырёхлопастных винта большого размаха, снабжённых собственными автоматами перекоса. Лопасти винтов изготовлялись из красного дерева (Mahogany) имели сложную профильную форму и крепились к винтам стальными проушинами. Это должно было помочь избежать срыва потока на больших углах атаки -40-50°. Винты вращались в противоположные стороны синхронизировано между собой. Управление должно было осуществляться рулем высоты, представлявшим собой плоскость замыкавшую крыло, и двумя небольшими вертикальными килями с рулями направления. Самолет снабжался высокими убирающимися стойками шасси во избежание касания лопастями пропеллера земли. Стояночный угол достигал -40°.
Летчик располагался в сдвинутой вперед кабине, снабженной большим сдвижным каплевидным фонарем и катапультируемым креслом.В качестве вооружения планировалось установить шесть крупнокалиберных пулемётов Colt-Browning M2. Впрочем, построенные экспериментальные ЛА никогда не вооружались. Также предусматривалась установка радара и двух узлов подвески для топливных баков или двух 500 кг бомб.

## Испытания
К тому времени, когда было построено два экспериментальных самолета, война уже закончилась и надобность в машинах отпала. После войны авиация переходила на реактивные двигатели и XF5U с поршневыми моторами уже выглядел устаревшим. Кроме того, была выявлена недостаточная мощность двух поршневых двигателей, не позволявших осуществлять вертикальный взлёт и зависание.
17 марта 1947 года флот решил закрыть программу XF5U. V-173 Skimmer был передан Музею Аэронавтики, а оба построенных палубных  истребителя весной 1948 года пошли на слом. При этом первый из них не поднимался в воздух, но участвовал в рулёжках и пробежках по взлетной полосе, выявивших проблемы с вибрацией, а второй участвовал в статических лётных испытаниях в январе 1947 г., но они были урезаны до минимума из-за проблем с финансированием. Также на втором прототипе лётчик-испытатель Бун Гайтон установил неофициальный мировой рекорд скорости, достигнув 811 км/ч в горизонтальном полёте на высоте 8800 метров. Сохранилось фото второго прототипа в воздухе, сделанное с самолёта сопровождения.

## Характеристики
- Длина: 8,73 м
- Размах крыла: 9,9 м
- Высота: 4,50 м
- Площадь крыла: 44,2 м²
- Вес пустого: 5968 кг
- Снаряженный вес: 8500 кг
- Максимальный взлетный вес: 8533 кг
- Двигатели: 2 поршневых -Pratt & Whitney R-2000 Twin Wasp(1350 л. с. каждый)

Летные характеристики
- Максимальная скорость: 800 км/ч на высоте 8500 м (проектная); в перспективе: 624 км/ч на высоте 4570 м
- Дальность: 1703 км
- Максимальная высота полета: 10516 м
- Скороподъемность: 15,23 м/с
- Нагрузка на крыло: 172 кг/м²